# Cancrion australiensis
Cancrion australiensis is een pissebed uit de familie Entoniscidae. De wetenschappelijke naam van de soort is voor het eerst geldig gepubliceerd in 1993 door Shields & Early.